# Urüng Tash
Urung Tash (mongol : Өрөндаш, Ürüng-daš, 中国語, ? 1267) était le fils de Mongke Ka'an, le quatrième empereur de l'Empire mongol. Dans les sources historiques chinoises telles que « Yuanshi », il est écrit Gyokuryu shuwa, et dans les documents historiques persans tels que « Shushi », il est écrit اورنگتاش (Ūrung tāsh).

## Biographie
En 1256, Mongke, mécontent de la politique de son jeune frère Kubilai, qu'il nomma commandant de l'invasion des Song du Sud, décida de remplacer temporairement Kublai et de diriger sa propre armée pour envahir les Song du Sud . Au cours de l'hiver 1257, Mongke, qui dirigeait un corps expéditionnaire, traversa le désert de Gobi et atteignit le Dragon de Jade, où Ulun Tash, avec ses oncles Kublai et Alikbuke, et ses frères Bartu et Siligi, reçurent Ka'an et organisèrent un banquet . D'un autre côté, dans "Shushi", il est rapporté que Mongke lui a ordonné de rester sous les ordres d'Alikubuke, qui dirigeait les troupes restantes au Karakorum, et qu'il travaillait avec Alikubuke pendant la campagne de Mongke.
Lorsque Mongke mourut de maladie au cours d'une expédition en 1259, un différend éclata pour savoir qui deviendrait le prochain Ca'an. Parmi les lignées légitimes de Tolui, Hlegu n'a pas pu participer au conflit parce qu'il était loin en Asie occidentale, et les fils de Mongke ont été exclus parce qu'ils étaient trop jeunes, ce qui a entraîné une guerre de succession impériale entre les jeunes frères de Mongke, Kublai et Alikbuke. Alikubuke commandait les forces restantes au Karakorum et était en mesure de prendre le relais du gouvernement Mongke, de sorte que les fils de Mongke, dont Ulun Tash, Sirigi et Astai, rejoignirent la guerre aux côtés d'Alikubuke.
Puisque le fils aîné légitime de Mongke, Bartu, était mort avant son père, à cette époque, le plus jeune demi-frère et fils légitime de Bartu, Ulung Tash, était considéré comme le chef de Mongke-Urus. Il est rapporté que pendant la guerre de Succession, Ulun Tash était situé sur le territoire de Mongke Urs, dans la partie occidentale du mont Hangai, dans le bassin de la rivière Zabkhan. Cependant, les forces d'Alikbuke furent repoussées par les forces de Kublai, qui avaient à leurs côtés les Trois Rois de l'Est et les Cinq Gouttes, et la défaite à la bataille de Simurtu Nor fut un coup décisif, et Alikbuke fut contraint de se déplacer vers Ulun Tash en 1264. Avec Siligi, Astai et d'autres fils Mongke, il se rendit à Kublai.
En 1265, 2 000 koku furent donnés au peuple de Mongke Ursu dirigé par Ulun Tash, et en 1266, Kubilai étendit la route Wei Hui jusqu'à Ulun Tash. Cette division n'a pas été faite pour Ulun Tash personnellement, mais pour l'ensemble du Mongke Urus, et à partir de ce moment-là, Eikiro a été traité comme le territoire de la Chine du Nord de l'ensemble du Mongke Urus 
En 1266, Qaidu se rebella, et la première zone à être attaquée fut Noyan dans la région de Ba'alin, à l'ouest de la Mongolie, qui appartenait à Ulun Tash. On pense que le but de l'embranchement de la route Eihui était d'apaiser les Mongke Ulus dans l'ouest de la Mongolie, qui constitueraient la ligne de front de l'invasion de Kaidu  Il est rapporté qu'en 1267, une subvention de 5 000 ryo d'argent et 300 pièces de monnaie fut accordée à  Tash.
Il n'y a aucune mention d'Ulung Tash après 1268, et il semble qu'il soit mort à cette époque. En 1268, le frère illégitime d'Ulun Tash, Siligi, fut scellé par le roi Kaheira, et il semble qu'il soit devenu le chef de la famille Mongke Ursu après la mort  Ulun Tash sans laisser de descendance.

## descendance
Dans « Genshi », il est enregistré qu'Ulun Tash avait deux fils nommés Enriban et Eio Wanze. Dans l'Histoire Collectée, il est écrit qu'Urun Tash a eu deux enfants, mais qu'ils sont tous deux morts jeunes sans laisser d'enfants. Concernant les noms des deux enfants, l'un serait ساربانSārbān (撒りばん), mais le nom de l'autre manque. La « Noble Généalogie » compilée pendant la période timuride nomme l'autre fils Mongke Temur, mais comme elle a été compilée beaucoup plus tard, sa crédibilité est faible  De plus, « Shushi » décrit Eo Wanzei ( Oljei ) comme le fils d'Astai, et dans « Genshi » Shokukanshi, les cadeaux de l'époque où Orjei était le chef de famille étaient offerts au nom de la famille Astai. On pense qu'Orgei est le fils d'Astai.
Sarvan, le seul fils connu d'Ulun Tash, était le chef de la rébellion de Siligi. Il n'y a aucune mention des descendants de Sarvan, il semble donc que la lignée familiale Ulun Tash ait disparu. Après la rébellion de Siligi, la famille Astai est devenue le centre de Mongke Urus, remplaçant les familles Ulun Tash et Siligi qui étaient les chefs de file de la rébellion.

## Sources
- Masaaki Sugiyama, L'Empire mongol et le Grand Urus, Presse académique de l'Université de Kyoto, 2004.
- Michin Muraoka, « Les descendants de Mongke Ka'an et du Karakorum », « Étude de l'empire mongol existant en Mongolie et des inscriptions de la dynastie Yuan », Université internationale d'Osaka, 2013
- " Shingenshi " Tome 112 Retsuden 9
- « Mongguanjishiki » Volume 37 Retsuden 19

- Notice dans un dictionnaire ou une encyclopédie généraliste :   - China Biographical Database Project